# Salsola warmbadica
Salsola warmbadica är en amarantväxtart som beskrevs av Viktor Petrovitj Botjantsev. Salsola warmbadica ingår i släktet sodaörter, och familjen amarantväxter. Inga underarter finns listade i Catalogue of Life.